# Holismo
El holismo (del griego ὅλος [hólos]: "todo",  "por entero", "totalidad") es una posición metodológica y epistemológica que postula cómo los sistemas  (ya sean físicos, biológicos, sociales, económicos, mentales, lingüísticos, etc.) y sus propiedades deben ser analizados en su conjunto y no solo a través de las partes que los componen. Pero aun consideradas estas separadamente, analiza y observa el sistema como un todo integrado y global que en definitiva determina cómo se comportan las partes, mientras que un mero análisis de éstas no puede explicar por completo el funcionamiento del "todo". El holismo considera que el "todo" es un sistema más complejo que una simple suma de sus elementos constituyentes o, en otras palabras, que su naturaleza como ente no es derivable de sus elementos constituyentes. De la misma manera, el "todo" no podrá explicarse en ausencia de alguna de sus partes. El holismo defiende el sinergismo entre las partes además de la individualidad de cada una.
El holismo enfatiza la importancia del todo considerado en su globalidad, lo que es mayor que la suma de las partes y sus interacciones (propiedad de sinergia), y brinda gran importancia a la interdependencia de éstas y a sus variadas interrelaciones. El holismo no trata de presentarse directamente como un axioma para el nuevo planteamiento que se proponga resolver, aunque a veces no sea claramente expuesto como una hipótesis. Este puede ser su principal problema de validación, al no tener demasiados estudios que referencien si cumple las propiedades del método científico.
En el campo científico, el reduccionismo es con frecuencia considerado el opuesto del holismo. Quienes favorecen el holismo consideran que el reduccionismo científico postula que un sistema complejo puede ser explicado mediante una simple reducción a las partes que lo componen. Por ejemplo, los procesos biológicos son reducibles a la química, y las leyes de la química son explicadas por la física. Desde una perspectiva holista, por el contrario, los sistemas funcionan como conjuntos y su funcionamiento no puede ser plenamente comprendido si solo se tienen en cuenta sus partes componentes. Es posible que ciertos sectores del holismo nieguen la validez del sistema científico desde una posición poco formada, aunque cada día hay más estudios que refrendan el acercamiento entre el sistema científico y el sistema holístico u holismo. Con dichos estudios se observa la orientación concreta de cómo estudiar los sistemas como un todo, con toda su complejidad, aunque aún se deben aportar más datos que aporten credibilidad a dicho sistema.

En las ciencias sociales, en especial en la sociología, el opuesto al enfoque holista sería el individualismo metodológico. Un enfoque sociológico holista considera y analiza el comportamiento de los individuos como una consecuencia de la matriz social en la que se encuentran, mientras que el individualismo metodológico privilegia en su análisis la interpretación subjetiva de los hechos sociales.

En consecuencia, si bien en principio sigue siendo útil dividir un problema en partes más sencillas para así atacar y resolver cada una de ellas en forma separada e independiente (acatando lo que se sugiere a través de la locución latina «divide et impera», o sea «divide y reina», «divide y domina», «divide y gana»), este enfoque —según el holismo— tiene sus límites, pues si se aplica siempre, por desgracia habrá relaciones y efectos importantes que queden fuera, sin explicar, sin comprender, sin solucionar, sin cuantificar, sin describir.
Como adjetivo, holístico u holística significa una concepción basada en la integración total y global frente a un concepto o situación. Holística sería la práctica misma de la filosofía holista.
El principio general del holismo fue resumido de forma concisa por Aristóteles en sus escritos sobre metafísica (después o "más allá" de la física): «el todo es mayor que la suma de sus partes», lo que hoy día puede considerarse una verdad de Perogrullo.  Una bicicleta es más que la suma de las gomas, el manubrio y la armazón. Por separado, las piezas nunca podrían caminar.  Además, hay que saber montar la bicicleta.  Por tanto, este concepto se puede definir como el tratamiento de un tema o de un problema de tal forma que se consideren todos sus componentes, incluyendo sus relaciones invisibles -por el momento- pero igualmente evidentes o existentes. Según los holistas, esta aproximación se usa como una tercera vía o un nuevo enfoque a un determinado problema o cuestión.

## Otros antecedentes
Holismo (del griego antiguo holos que significa «la totalidad», «el entero») es un neologismo forjado en 1926 por un hombre de Estado sudafricano, Jan Christiaan Smuts, en su obra Holism and Evolution. Según este autor, holismo es: «la tendencia en la naturaleza y a través de la evolución creadora, a constituir sistemas (conjuntos) que en muchos aspectos son superiores y más complejos que la suma de sus partes». El holismo por tanto se define globalmente por el pensamiento, tendiendo a explicar las partes y sus funcionamientos a partir del todo. De esta manera, el pensamiento holístico se encuentra en oposición al pensamiento individualista que tiende a explicar la globalidad (el todo) a partir de sus partes.

## Diferentes acepciones
Actualmente se emplea «holismo» ya sea en sentido léxico, ya sea en el sentido tomado por el término en el marco de las diferentes disciplinas (holismo ontológico, holismo metodológico, holismo epistemológico, holismo lógico, holismo semántico, holismo filosófico, holismo de las ciencias humanas y sociales, holismo emergentista...), ya sea por abuso del lenguaje y como un sinónimo de aproximación sistemática o de pensamiento complejo y regular (como una «buzzword»), lo que deja claro la falta de unidad en su interpretación, y el hecho de que no propone dirección concreta de acción para llegar a conocer la realidad objetiva, con la excepción de la crítica al método científico.  La propia excesiva extensión de todo lo que sigue confirma que cada cual interpreta el sentido de la palabra de la forma que estima conveniente.  Algunos criterios caen en el agnosticismo:  por ejemplo, el cerebro es tan complejo que nunca llegaremos a conocer su funcionamiento.
- Sentido léxico: doctrina o punto de vista que consiste en considerar los fenómenos como totalidades.

- Holismo ontológico: sistema de pensamiento por el cual las características de un ser o de un conjunto solo pueden ser conocidas cuando se las considera y aprehende en conjunto, en su totalidad, y no cuando se estudia cada parte por separado. Así, un ser está enteramente o fuertemente determinado por el todo del que forma parte; es suficiente y necesario conocer ese todo para comprender todas las propiedades del elemento o de la entidad estudiada. Un sistema complejo se considera una entidad poseedora de características ligadas a su totalidad y de propiedades no deducibles de las de sus elementos. En este sentido, el holismo se opone al reduccionismo.

- Holismo sociológico: el holismo aplicado a los sistemas humanos, por esencia complejos, explica los hechos sociales mediante otros hechos sociales, de los que los individuos no son más que vectores pasivos. Los componentes individuales están socialmente determinados: la sociedad ejerce una restricción (poder de coerción) sobre el individuo, que interioriza (o «naturaliza») las principales reglas y las respeta. El libre albedrío individual por tanto no se elimina totalmente, pero estadísticamente lo que un individuo elige no hacer otro lo hará, para un resultado social idéntico. Este punto de vista fue en parte iniciado por Émile Durkheim. En este sentido, el holismo se opone al individualismo o al individualismo metodológico.

- Sentido general: el concepto de holismo a veces se utiliza como sinónimo de enfoque sistémico o de pensamiento complejo. Los términos holismo, holístico, holista, intentan difundir una creencia en una totalidad que excede la experiencia humana limitada y pueden secundariamente servir de «comodín» para intentar justificar posiciones poco apoyadas. Según Stephen Barrett: «los promotores del charlatanerismo son hábiles en el uso de eslóganes y de palabras a la moda».[6][7]

- Integral: La sinergia de la partes es más efectivo que la sumatoria de cada una de ellas. El tratamiento integral es la base del concepto holístico.

## Aproximación histórica

### Antigüedad
El concepto tiene raíces antiguas, como en la cosmogonía mitológica de los antiguos griegos, que hace surgir el orden del caos primordial.
Los monistas (los milesios y los atomistas griegos, Demócrito, Epicuro) perciben el universo como una sola realidad fundamental, por lo que el mundo material y el mundo espiritual pueden estar ligados. Mientras que los dualistas ven una separación entre el mundo material y el mundo espiritual (Platón).

### SigloXX
El holismo es un término nuevo introducido en los años 1920. La palabra designa en un inicio a las doctrinas también denominadas organicistas, intentando eludir a la vez el determinismo y el finalismo, o quizás intentando conciliarlos, insistiendo sobre el carácter específico del organismo, desprovisto de toda concepción interna. Para estos holistas, los cuerpos vivos son totalidades que no son susceptibles de análisis y que no se explican por una conjunción de sus partes; hay alguna cosa, según ellos, que ordena estas partes y que no es del orden de la causalidad eficiente. Para Aristóteles, es la forma, organizadora y conservadora del ser viviente (forma est qua ens est id quod est)[cita requerida]. Este principio de relación ha tenido otras denominaciones: entelequia, fuerza vital, principio director[cita requerida].
Al principio del siglo XX, los progresos de las ciencias físicas y bioquímicas así como la teoría darwiniana diseñan un mundo donde la frontera entre vivo e inanimado parece tener que desaparecer (contrariamente a lo que afirmaba Kant). Se desarrolla un movimiento cuyos miembros consideran la explicación mecanicista como universalmente válida, pero que aún están vinculados a la presencia de una causa final. Postulan la existencia de formas, de tipos de organización que tienden a autorealizarse, de potenciales que guían la evolución hacia una meta asignada (principio antrópico o punto Ω de Pierre Teilhard de Chardin).

### Jan Christiaan Smuts
El holismo de J. C. Smuts es un punto de vista metafísico sobre la naturaleza última de la realidad. A partir de teorías científicas emergentes en 1926 (relatividad general, mecánica cuántica) y de preguntas que ellas dejan en suspenso, Smuts desarrolló una argumentación filosófica. En la oposición entre la necesidad o no de creer en la finalidad, el hombre tiende a atribuir a sus tesis especulativas la autoridad de la certeza que se liga a las proposiciones científicas. La amplitud del sujeto tratado en la obra de Smuts (desde el átomo hasta la conciencia) hace que él reemplace las pruebas y la ausencia de datos experimentales por un razonamiento que no está nunca al amparo de errores, de sofismas, de inducciones o de deducciones azarosas. El hecho de circunscribir la evolución a una tierra de nadie entre ciencia y filosofía trae aparejado un equívoco: ¿dónde acaba el saber preciso y demostrado, dónde comienza la especulación arbitraria y las inducciones más o menos inverificables? Esta obra sintetiza un tiempo de preguntas fecundas científica y filosóficamente. En filigrana, Smuts plantea las preguntas que llevan a los conceptos de propiedades emergentes, de autoorganización, de autorregulación, de sistema complejo, etc. «Smuts esperaba que el holismo pudiera reconstruir la unidad entre “Weltanschauung” y ciencia». Pero más allá de la argumentación analítica, la tesis que él sostiene es que la evolución está orientada hacia un fin providencial. Smuts no es antievolucionista pero sí antidarwinista. Para él, bien hay una evolución, pero ella es el fruto de un «campo sintético» (en referencia a la teoría de los campos) que poco a poco se va pareciendo más y más a una voluntad trascendente. Él presenta un universo donde el hombre habría sido "deseado". Para Smuts, así como para Pierre Teilhard de Chardin, los hechos científicos no son un desafío, pero su presentación muestra, sin nombrarlo, un horizonte detrás del cual Dios es la causa de todo (cambios incluidos). El holismo de J-C. Smuts es una dirección en el universo que conduce a la "santidad" del átomo, aunque han sido rechazadas, estas ideas dejan entrever —sin mencionarlo explícitamente— un horizonte en el que Dios aparecería como el origen de todo, incluida la evolución. El holismo de J.C. Smuts plantea una dirección intrínseca del universo que guía incluso al átomo hacia la holiness (santidad), estableciendo así un juego etimológico que va del holism al holysm (véase la etimología de “holismo”).»

### Aproximación cultural
El sentido de holismo da lugar a múltiples acepciones, variando de un sentido casi místico a un sentido técnico, lógicamente determinado. Esta polisemia es la fuente de ambigüedades inherentes al empleo de este término.

#### Definición del holismo ontológico
El holismo ontológico es una concepción (opuesta al reduccionismo y al atomismo) según la cual un «todo» (organismo, sociedad, conjunto de símbolos) es más que la suma de sus partes, o algo distinto a ella. Hay que agregar a esta definición el llamado "principio de emergencia": un "todo" no es un simple agregado. Así, partir de un cierto umbral crítico de complejidad, aparecen nuevas propiedades en los sistemas, llamadas propiedades "emergentes". Estas se vuelven observables cuando van en el sentido de una autoorganización nueva. De allí que el punto de vista según el cual es el todo el que da sentido y valor a sus partes por la función que éstas desempeñan en su seno.
Es esta concepción la que está en el origen del desarrollo de las tesis del holismo epistemológico y del holismo metodológico. Estas tesis encontraron un rechazo muy fuerte en los años 1950 (macartismo en Estados Unidos) de los investigadores liberales que consideraban estas tesis marxistas. Y desde entonces el debate sociológico entre individualismo y holismo está todavía vivo.

#### Definición del holismo metodológico
Concepción (opuesta al atomismo lógico) según la cual:
1. la explicación de un todo no está dada por la suma de las explicaciones de sus partes;
2. una hipótesis no es jamás ni verificable ni refutable singularmente por la experiencia.

#### Definición del holismo epistemológico
La especificación del holismo metodológico corresponde a la tesis del filósofo de la ciencia y químico francés Pierre Duhem (1861-1916): las proposiciones concernientes al mundo exterior reencuentran el tribunal de la experiencia sensible no individualmente sino como cuerpo constituido, no se pueden verificar las hipótesis de una teoría una por una, una experiencia física no puede condenar una mera hipótesis aislada sino solamente todo un conjunto teórico: no hay experiencia crucial. En cuanto al holismo epistemológico del filósofo y lógico americano Willard Van Orman Quine (1908-2000), difiere del de Duhem en un punto capital: el holismo epistemológico de Quine no se limita a la física, como el de Duhem, ni tampoco a las ciencias experimentales, como el de Rudolf Carnap, sino que se extiende a toda la ciencia, lógica y matemáticas incluidas. El holismo epistemológico de Quine es por tanto la tesis según la cual todos nuestros conocimientos se sostienen mutuamente sin que exista una fundamentación única (esto es lo que él resumía a menudo tomando la imagen del navío de Otto Neurath, según la cual la ciencia es un navío ya en la mar que es necesario reparar, teniendo que hacerse con los materiales disponibles a bordo, sin poderlo reconstruir sobre tierra firme).

#### Definición del holismo lógico
Concepción según la cual no es posible disociar las reglas de inferencia de nuestra práctica inferencial global, que justifica las unas por medio de las otras y no aisladamente. El holismo lógico concuerda con la crítica que Quine dirige al convencionalismo (según la cual las reglas, arbitrarias, son admitidas una por una según las necesidades de razonamiento): si las verdades lógicas son convencionales, "elles ne le sont que moyennant l'acceptation préalable de la logique".

#### Definición del holismo semántico
Punto de vista según el cual el sentido de un elemento del discurso pertenece al discurso en sí mismo y no puede ser considerado aisladamente: «la significación de una expresión en una lengua de aquello que un número infinito de otras expresiones significan».

#### Concepciones del holismo filosófico
En filosofía, Parménides, Spinoza, Hegel han elaborado metafísicas holistas. La tradición espiritualista, en su sentido metafísico, se remonta a Anaxágoras (siglo V antes de Cristo) para quien "el espíritu" es el alma, el soplo que se opone a la materia sólida e inerte. Descartes (1596-1650) reconocía este dualismo, con una materia autónoma que obedecía a sus propias leyes. La filosofía idealista, que apasionaba tanto a Jan Smuts, se inspira en los espiritualistas al admitir la antinomia entre espíritu y materia y la supremacía del primero sobre el segundo. Para Bergson, la vida no puede reducirse a una mecánica físico-química y el cerebro no es más que un soporte, un instrumento que permite al espíritu insertarse en la realidad. Il rédige en 1907 L'Évolution créatrice. Diecinueve años más tarde, Jan Smuts retomará la idea de evolución creatriz en el seño mismo de la definición de su concepto central de holismo.

#### Definición del holismo de las ciencias humanas
El enfoque holista, en ciencias humanas, se interesa por las motivaciones y las prácticas sociales de los individuos tomadas de una manera colectiva al seno de la sociedad. Considera que los hechos sociales deben ser explicados en relación con el grupo o la sociedad. Durkheim, en su obra Les Règles de la méthode sociologique, explica que «la causa determinante de un hecho social debe ser investigada reportándose a los hechos sociales anteriores y no por medio de los estados de conciencia individuales». En sociología, los análisis holistas ven en la sociedad restricciones que sujetan a los individuos. Siempre según Durkheim, los actos individuales solo pueden ser explicados si se estudia la sociedad y las normas sociales que ella impone a sus miembros. Por la educación que reciba, el individuo interioriza comportamientos, maneras de pensar y de sentir, en suma, toda una cultura que permite explicar sus acciones o sus creencias. Por ello, los gustos y todas las otras prácticas sociales se construyen socialmente.
En sociología el holismo promueve la explicación de lo inferior, de lo local (por ejemplo: los comportamientos humanos) por medio de lo superior, lo global (por ejemplo: los modelos culturales, las instituciones). Acompaña una voluntad de autonomía metodológica, privilegia la «comprensión» sobre la «explicación» (W. Dilthey), lo societal sobre lo individual (E. Durkheim), el sistema sobre los actores (T. Parsons). Para Fichte, el individuo está conectado con el estado de una manera orgánica: se mantienen todo juntos y de esta manera se mantiene en sí. Para Hegel, el Estado es una entidad colectiva casi mística, una "realidad superior invisible", donde los individuos obtienen su auténtica identidad, a la que le deben fidelidad y lealtad. Todos los pensadores colectivistas modernos (incluyendo a Karl Marx[cita requerida]) se basan en una entidad colectiva superior, en detrimento de la persona, que hacen hincapié en la importancia de todas las fuerzas sociales que, de alguna manera, limpian un carácter y un deseo más allá de los personajes y los deseos de sus miembros.

#### Definición del holismo emergentista
Posición media defendida por Mario Bunge (1919-) entre el holismo y el individualismo metodológico: concepción según la cual el análisis de las partes separadas está justificado au même titre que la prise en compte du tout dans sa globalité.

#### Definición del reduccionismo
Para comprender bien la reacción holística, he aquí la definición de su adversario, el reduccionismo: «Concepción según la cual una realidad debe ser explicada a partir de sus unidades elementales constitutivas (reduccionismo metodológico) porque ella misma está hecha de esas unidades elementales (reduccionismo ontológico). Así el reduccionismo analiza las funciones biológicas o mentales a su nivel físico-químico. Opuesto al holismo, el reduccionismo estima que los términos de conjunto, de totalidad, de sistema, de organismo, etc. son entidades metafísicas que la ciencia positiva debe rechazar. Los estadounidenses distinguen un reduccionismo débil («token physicalism», fisicalismo por pedazos) y un reduccionismo fuerte («type physicalism», fisicalismo por tipo) según el cual sería posible traducir sin residuo en lenguaje de la física todos los fenómenos hoy descritos y explicados en el lenguaje de otras disciplinas. En su esfuerzo de unificación, el reduccionismo encuentra la abstracción que él mismo denuncia en el holismo. Por un lado (reduccionismo ontológico), tiende a reportar la diversidad infinita de lo real a un solo fenómeno físico (así el energismo de Ostwald); por el otro (reduccionismo metodológico), es empujado a hacer de una ciencia única (la física casi siempre) el paradigma de todas las demás (fisicalismo).»

## Ejemplos de aplicaciones teóricas
- En sociología, a fin de deducir el comportamiento y las representaciones de las personas de las condiciones sociales en las cuales ellas se encuentran.

- En ecología, a fin de comprender las interacciones entre la biología de los seres vivos y las condiciones de milieu.

El valor de un elemento o de una entidad (molécula, orgánulo, hormona, órgano, organismo, superorganismo, población, ecosistema, bioma, etc.) no es absoluto, sino que toma un valor diferente según su posición espacial en el organismo, el paisaje o la biosfera,
cambiar un elemento puede cambiar el todo,
cambiar el contexto puede cambiar la calidad del elemento estudiado.
El holismo encuentra una aplicación reciente con la ecología del paisaje.
- En medicina: McWhinney[22] subrayaba el hecho de que de todas las disciplinas clínicas, la medicina general opera al más alto nivel de complejidad y de incertidumbre. Centrar el enfoque de la medicina general sobre el paciente es aceptar una multidimensionalidad de las interacciones entre determinantes cuantitativos y cualitativos de la salud. Los físicos dirían que se trata de aprender a decidir y a actuar asumiendo la complejidad e incertidumbre de un medio caótico.

Este cuestionamiento es de actualidad en el campo de las ciencias fundamentales (Ilya Prigogine, Joël de Rosnay…) de las ciencias humanas (Edgar Morin…), de la filosofía (Michel Serres…), y durante los trabajos «ontológicos» de las sociedades de medicina general.
La medicina general espera revelar este desafío. Las siguientes pistas se han seguido hasta el presente:
En 1977, Georges L. Engel (1913-1999) propuso «un modelo biosicosocial» que continuara siendo desarrollado tanto sobre el plano teórico como en la adaptación o prácticas de terreno.
Un enfoque similar hizo Bernard Gay durante la reunión inaugural de la WONCA Europe en Estrasburgo en 1995. Él propuso un modelo teórico en el cual la salud es considerada un fenómeno complejo. Este modelo global abierto al exterior considera la enfermedad como la resultante de factores orgánicos, humanos y ambientales. La voluntad de centrar el enfoque sobre el paciente está afirmada de entrada:
«1. Un enfoque centrado sobre el paciente – 2. Una orientación hacia el contexto familiar y comunitario – 3. Un campo de actividades definido por las necesidades y las demandas de los pacientes – 4. Una respuesta a la mayoría de los problemas de salud no seleccionados y complejos»
La OMS en su declaración marco de 1998 describe un sistema de características para proveer cuidados integrales centrados sobre el paciente:
«Global: los cuidados integrales implican: la promoción de la salud, la prevención de enfermedades, los cuidados curativos, de rehabilitación y de apoyo, aspectos físicos, sicológicos y sociales, los aspectos clínicos, humanos y éticos de la relación medicina-paciente.
Orientada hacia la familia: se atienden los problemas individuales en el contexto: circunstancias familiares, redes sociales y culturales, circunstancias ligadas al empleo o al lugar de vida.
Orientada hacia la comunidad: considerando los problemas individuales en un contexto que toma en cuenta: las necesidades en cuidados de salud de la comunidad, los otros profesionales y las organizaciones.»
En 2002 la WONCA propuso un «modelo holístico».
En 2013, Juan Diego Maldonado, doctor en Medicina, humanista y escritor propone, en su libro "Salud Holística", un modelo interesante y profundo para la visión del holismo en medicina y aplicarlo a la práctica médica; este modelo se basa en la reformulación de lo que él define como el TRIÁNGULO BIO-PSICO-AMBIENTAL, transformando el viejo paradigma del triángulo biopsicosocial. Propone el cese de las hiper-especializaciones médicas disgregacionistas del Ser y sugiere una reintegración de los diversos conocimientos médicos tanto ancestrales, tradicionales como modernos en un gran corpus de sabiduría enfocado en un eficiente proceso de prevención de enfermedades, mejorando la calidad de vida y de muerte de los pacientes sin dejar escapar ninguno de los componentes del proceso de salud-enfermedad. Revaloriza la importancia del ecosistema y de los desequilibrios psicológicos como generadores de enfermedades sin dejar de lado los orígenes propiamente biológicos. Por ello incluso propone el cambio del término fisiológico de homeostasis por el de isorropia u homeodinamia, pues considera al vocablo homeostasis como una definición estática frente a los complejos movimientos y dinamismos del Ser.
- En economía, la visión poskeynesiana se aproxima a una perspectiva holista.

Debe notarse que se trata a menudo de dominios particularmente sensibles, vinculados al ser humano, la sociedad, el medio ambiente, la ética, en los que en ocasiones el empleo del concepto tiene fines políticos.

## Holismo y reduccionismo

### Existencia de dos campos antagónicos
Entre los sostenedores del holismo y aquellos del punto de vista simétrico y opuesto llamado reduccionismo (deducción de las propiedades del todo a partir de las de sus partes: de la sociología a partir de la psicología, de la ecología a partir de la biología, de la termodinámica a partir de la física estadística, etc.) se asiste generalmente a querellas irreductibles. Ser holista (o reduccionista) viene, en fin, a expresar una opinión acerca de los debates metafísicos relativos a la naturaleza de la realidad: finalista contra determinista, monista contra dualista, vitalista contra mecanicista, agnóstico contra gnóstico, etc.

### En sociología
La escuela de Max Weber es opuesta a la de Émile Durkheim. En efecto, el individualismo propone una comprensión del hombre según sus propias motivaciones. Así, el entorno promovido por Durkheim se abandona para dejar lugar a un hombre que puede evolucionar según su voluntad y aquello que lo empuje a actuar. Esta escuela puede ser considerada como más optimista bajo la cuestión del libre albedrío.

### En neurociencias
El holismo cerebral es una tradición ideológica en el dominio de las neurociencias, que considera que el cerebro es un órgano que funciona como un todo, ya que sería un error querer analizar en aislamiento las áreas, que tendrían cada una un rol específico en una función cognitiva particular. El holismo frecuentemente se asocia a la teoría del equi-potencialismo cerebral, que defiende la idea de que todas las partes del cerebro son equivalentes en su función y que cada una puede reemplazar a cualquier otra en caso de disfunción.
La doctrina holística, llamada también «teoría universal», ha sido vigorosamente defendida por Pierre Marie y Pierre Flourens contra Paul Broca a partir del fin del siglo XIX, notablemente sobre la cuestión de las bases cerebrales del lenguaje. El descubrimiento por este último de que las lesiones localizadas en una región del lóbulo frontal izquierdo (llamado después área de Broca) podrían entrañar una afasia (una incapacidad de hablar) infligieron un duro golpe a la doctrina holística. El debate en el mundo científico anglosajón fue protagonizado por Friedrich Leopold Goltz y David Ferrier que se enfrentaron durante una conferencia devenida célebre que tuvo lugar en el VII Congreso Internacional de Medicina (Londres, 1881). Goltz presentó allí un perro al cual había practicado una lobotomía grosera del neocortex y que aún era capaz de moverse, ver o entender, aunque fuera de una manera visiblemente alterada. El contraargumento de Ferrier consistió en presentar un mono al cual había extirpado con precisión una parte relativamente restringida del lóbulo frontal izquierdo. El animal presentaba un problema bien preciso: una parálisis del lado derecho, muy parecida a la hemiparesia que observaban los neurólogos de la época. Unidos a los resultados de estimulación cerebral practicados por Gustav Fritsch y Eduard Hitzig, los trabajos de Broca, Ferrier y otros investigadores consiguieron la adhesión de los científicos a la teoría del localizacionismo cerebral en contra del holismo.
En su forma extrema, el holismo cerebral no es hoy en día considerado válido. Por el contrario, esta teoría continúa inspirando nuevas cuestiones sobre el funcionamiento del cerebro, del que se dice que es un órgano muy densamente conectado gracias a las fibras nerviosas que ligan las neuronas entre sí tanto localmente como a más larga distancia, por ejemplo entre los dos hemisferios.

### En medicina
La Holomedicina o medicina holística, es una pseudoterapia sin base científica o medicina alternativa, que consiste en la integración de diversas técnicas terapéuticas (sobre el cuerpo, las emociones y la mente) que confluyen en un único sistema: Holo-armonía o Armonología.
La práctica Holomédica permite ofrecer un servicio íntegro ante las necesidades cotidianas de la salud de las personas, siendo acompañadas en todo proceso de su vida donde acontezca un deterioro de su salud, garantizándoles en primer lugar la conservación de su salud por encima de la curación o sanación por intermedio de tratamientos de intervención e invasivos.

#### En enfermería
Cuidados holísticos en enfermería. Es una práctica que se enfoca en sanar a la persona completa a través de la unidad del cuerpo, mente, emoción, espíritu y medio ambiente. Es acompañar al paciente, creyendo en las actitudes mentales y en el espíritu; para ayudar a levantar su salud, por medio de la conexión enfermero-paciente; ofreciendo una mayor conciencia de sí mismos (unidad del paciente y bienestar). Se llama al autocuidado y la autoconciencia del cuerpo de acuerdo a sus necesidades (fisiológicas, psicológicas y espirituales).

#### ¿Una percepción reduccionista compartimentada?
El reduccionismo, en su sentido metodológico, representa la actitud de aquellos que sostienen que una explicación científica es forzadamente analítica, la reducción de los fenómenos biológicos en principios físicos y que la cuestión de las causas finales (o teleología) no entra dentro de la ciencia. La causa final se reduce a la causa eficiente. 
Esta línea de pensamiento y la racionalización que siguió condujo, por primera vez en la historia, a resultados concretos. Los investigadores encontraron muchos secretos para producir mayor cantidad de recursos. Este método se ha convertido en dominante y favorece la hipótesis comprobable experimentalmente, al marginar el impacto del trabajo científico de la apariencia no reduccionista (determinantes investigación psicosomática, socioculturales y ambientales de los impactos sobre la salud, los estudios científicos de la terapéutica convencional o como resultado de las medicinas tradicionales, etc.). En respuesta a esta censura, el punto de vista opuesto al reduccionismo —holismo— argumenta su caso y lleva a la contradicción.

#### ¿Una percepción que promueve la unidad?
Firmada por la casi totalidad de los Estados miembros, la constitución de la OMS da una definición universal de la salud: «la salud es un estado de completo bienestar físico, mental y social, y no consiste en una ausencia de enfermedad».

### El todo y las partes
La expresión consagrada es: «el todo es mayor que la suma de sus partes».
Edgar Morin ha explicado claramente que el «pensamiento complejo» no es ni holista ni reduccionista: «(...) Il ne s'agit pas d'opposer un holisme global en creux au réductionnisme mutilant; il s'agit de rattacher les parties à la totalité. Il s'agit d'articuler les principes d'ordre et de désordre, de séparation et de jonction, d'autonomie et de dépendance, qui sont en dialogique (complémentaires, concurrents et antagonistes) au sein de l'univers.(...)».

## Utilización ideológica del término «holismo»
Los herederos de Jan Christiaan Smuts son defensores contemporáneos del diseño inteligente, rama analítica del movimiento creacionista estadounidense. El "holysme" de estos ambientes es una certeza, un "cielo místico todos", todo ello como una solución final.

### Confucio
El hombre ideal (Ren) del Maestro Kong:
Debía tener éxito en desarrollar su vida entre tierra y cielo. La nariz bastante cerca de la tierra para distinguir (reduccionismo). Pero no demasiado cerca, pues se arriesga a nada ver. Sus actos ganan en precisión y distinción, la estrategia resultaba posible, y la acción es potente.
Debía saber elevar la nariz al cielo para unir (holismo). Pero teniendo cuidado en tampoco esto exagerar, pues se arriesga a volar a altitudes donde nada de lo humano se distingue, y donde la atmósfera es cada vez más incompatible con la vida.
Debía entonces estar apto para decidir con cordura y eficiencia, para así llegar a ser maestro en el mantenimiento de la vida.
Este «Ren» ciertamente es un objetivo a alcanzar, porque es sensato ofrecer «larga vida» para obtener «visión sin fin».
A partir de esta solidaridad de la experiencia consciente en nosotros, se vierte y rebosa los propios límites, que son los métodos, las técnicas, los recursos, y las artes.
¿Será necesario comprender el saber-hacer, pura y simplemente, como un saber-ser? ¿Accionar con maestría, no es lo propio de quien, entre todos los saberes, sólo retiene el saber que iguala el hacer y el ser?
Referencias:

## Cultura popular
El personaje Dirk Gently del escritor británico Douglas Adams cree en una «interconexión fundamental» entre toda cosa, y posee una «Agencia de Investigaciones Holísticas», es decir una agencia de detectives privados que encara sus investigaciones de una manera integral y holística, para que ningún caso quede sin resolver. Se trata de un nuevo enfoque para la ficción. A su vez, puede haber aportado comprensión popular sobre el concepto «holismo».

## Citas
No hay enfermedades, sino enfermos.
Hipócrates

Marco Polo describe un puente, piedra por piedra.

-Pero, ¿cuál es la piedra que sostiene el puente -Pregunta Kublai Kan.
-El puente no está sostenido por esta o aquella piedra -responde Marco-, sino por la línea del arco que ellas forman.
Kublai permanece silencioso, reflexionando. Después añade:
-¿Por qué me hablas de las piedras? Es sólo el arco lo que me importa.
Polo responde: -Sin piedras no hay arco.
                      "Las Ciudades Invisibles", de
                                                    Ítalo Calvino